# Mulan (film, 2020)
Mulan är en amerikansk krigsdramafilm från 2020. Filmen är regisserad av Niki Caro, med manus av Rick Jaffa, Amanda Silver, Lauren Hynek och Elizabeth Martin, och producerad av Walt Disney Pictures.
Inspelningen av filmen var planerad att starta i oktober 2010, men avbröts. Inspelningen påbörjades istället i augusti 2018 och varade till och med november, och ägde rum i Nya Zeeland och Kina. Med en produktionsbudget på 200 miljoner dollar är det den dyraste filmen som någonsin gjorts av en kvinnlig regissör.
Filmen var planerad att ha premiär i Sverige under hösten 2019, men premiären sköts först upp till 25 mars 2020, men sköts upp igen då många biografer var stänga på grund av Coronaviruspandemin 2019–2021. Den 23 juli 2020 sköts premiären upp av filmen på obestämd tid. Disney meddelade så småningom att det istället skulle släppas den 4 september 2020 på Disney+ mot en premieavgift i de länder där tjänsten hade lanserats. I Sverige släpptes filmen den 4 december 2020 på Disney+ utan extra kostnad.
På Oscarsgalan 2021 nominerades Mulan för bästa kostym och bästa specialeffekter men förlorade mot Ma Rainey's Black Bottom respektive Tenet.

## Handling
Hua Mulan är dotter till en stor krigare i Kina. Hon tar sin pappas plats när Kinas kejsare skickar ut en order om att en man från varje familj måste tjänstgöra i kejsarens armé. Som utklädd går hon under namnet Hua Jun och får vara med om en stor resa som kommer förvandla Mulan till Kinas största krigare någonsin.

## Rollista (i urval)
| - Liu Yifei – Hua Mulan - Donnie Yen – General Tung Yong - Tzi Ma – Hua Zhou - Jason Scott Lee – Böri Khan - Yoson An – Chen Honghui - Gong Li – Xianniang - Jet Li – Kejsaren - Ron Yuan – Sergeant Qiang - Rosalind Chao – Hua Li - Cheng Pei-pei – Äktenskapsmäklerskan | - Jun Yu – Syrsan - Jimmy Wong – Ling - Chen Tang – Yao - Doua Moua – Po - Nelson Lee – Kansler - Xana Tang – Hua Xiu - Ming-Na Wen – Ansedd gäst - Crystal Rao – Mulan som ung - Elena Askin – Xiu som ung |

## Produktion

### Rollbesättning
Eftersom flera nya Hollywood-filmer anklagades för whitewashing, har Mulan varit under intensiv granskning sedan The Hollywood Reporter rapporterade att Disney planerade en live-action-anpassning av Mulan. En online namninsamling med titeln "Berätta för Disney att du inte vill ha en whitewashed Mulan!" fick mer än 100 000 underskrifter. Den 4 oktober 2016 meddelade Disney att en global sökning efter en kinesisk skådespelerska för att framställa titelrollen var igång. Ett team av rollsättare besökte fem kontinenter och såg nästan 1000 kandidater för rollen med kriterier som krävde trovärdiga kampsportskunskaper, förmågan att tala tydlig engelska och karisma.
Den 29 november 2017 rollbesattes den kinesisk-amerikanska skådespelerskan Liu Yifei i filmen för att framställa titelrollen. Många firade detta som en vinst för mångfald i Disney-filmer. I april 2018 rollbesattes Donnie Yen, Gong Li, Jet Li och Xana Tang.

### Regissör
Disney sökte ursprungligen en asiatisk regissör. Disney övervägde först Ang Lee, en taiwanesisk filmregissör. The Hollywood Reporter nämnde att Lee kontaktades men avböjde den 12 oktober 2016. Därefter träffade Disney Jiang Wen för positionen; slutligen den 14 februari 2017 anställdes Niki Caro som filmens regissör.

## Släpp
Mulan hade sin världspremiär på Dolby Theatre i Hollywood den 9 mars 2020. Mulan planerades att släppas i USA den 27 mars 2020, men försenades på grund av coronavirus-pandemin. Filmen var planerad att släppas den 24 juli 2020. Den 23 juli 2020 sköts premiären upp av filmen på obestämd tid. Den 4 augusti 2020 meddelade Disney att man skulle släppa filmen mot en premieavgift på Disney+ den 4 september 2020. Filmen kommer fortfarande att släppas för salongsvisning i länder där biografer har öppnat igen, som Kina, liksom i andra länder som inte har Disney+.

### Kontrovers
Kritik har riktats mot det faktum att inspelningen ägde rum i provinsen Xinjiang, där Xinjiang omskolningsläger finns. I slutet av eftertexterna ger filmen ett särskilt tack till flera statliga enheter i Xinjiang, inklusive en nu sanktionerad statlig säkerhetsbyrå i Turpan.

## Mottagande
På Rotten Tomatoes har filmen ett godkännande på 77% baserat på 226 recensioner, med ett genomsnittligt betyg på 6.97/10. På Metacritic har filmen ett medelvärde på 68 av 100 poäng baserat på 45 kritiker, vilket indikerar "allmänt gynnsamma recensioner".

## Uppföljare
I april 2020 tillkännagavs att en uppföljare till Mulan är under utveckling.